# Cerreto d'Esi
Cerreto d'Esi je italská obec v provincii Ancona v oblasti Marche.
V roce 2013 zde žilo 3 918 obyvatel.

## Sousední obce
Fabriano, Matelica (MC), Poggio San Vicino (MC)

## Vývoj počtu obyvatel
Zdroj: 